# Chiriyakhana
Chiriyakhana è un film del 1967 diretto da Satyajit Ray.